# Mikis Theodorakis
Michail "Mikis" Theodorakis (Μίκης Θεοδωράκης), född 29 juli 1925 på ön Chios, död 2 september 2021 i Aten, var en grekisk kompositör, dirigent och politiker. 

## Biografi
Theodorakis växte upp i Kefalonia, Patras, Pyrgos och Mytilene med fler platser. Musiken, och i synnerhet grekisk folkmusik, präglade hans uppväxt och han ville redan tidigt bli kompositör. Han gav sin första konsert 1942.
Som kompositör började Theodorakis inom det mera konstmusikaliska fältet. När han tyckte att innehållet i sångcykeln Epitaphios kom bort i den vackra inramningen, skrev han om verket och använde element från grekisk folkmusik. Folkliga instrument som bozouki ingick, vilket inte ansågs fint, och verket blev kontroversiellt i den grekiska musikvärlden. Bland hans övriga verk finns Axion Esti för kör, klassisk orkester och grekiska instrument, som är en tonsättning av diktverket med samma namn av Odysseus Elytis, Canto General med text av Pablo Neruda och operan Elektra uruppförd 1995. Förutom flera verk i olika grad av klassisk stil, har han också skrivit flera mindre musikstycken och visor, många med patriotiskt och revolutionärt innehåll. Musiken till filmen Zorba torde vara hans mest kända. I Sverige framförde Arja Saijonmaa, Sven-Bertil Taube och Lena Granhagen översättningar av hans politiska sånger. 
Den vänsteraktive Theodorakis blev under juntatiden (1967–1974) fängslad och torterad. En internationell kampanj, där flera välkända musiker och artister deltog, ledde till att hans frisläppande och flera år i exil. Efter att han kunnat återvända till Grekland, satt han flera perioder i Greklands parlament. Theodorakis har kritiserat Alexis Tsipras vänsterregering för att ha förrått landet och sålt ut det till utländska intressen.

## Svenska översättningar
- Att erövra friheten / översättning Maj Lorents. En PAN-bok, 99-0104304-2. Stockholm: PAN/Norstedt. 1970. Libris 721637
- Fem meter från min cell / till svenska av Theodor Kallifatides ; teckningar av Minos Argyrakis ; förklaringar och kronologi översatta från danskan av Christina Anjou. FIB:s lyrikklubbs bibliotek, 0425-5232 ; 148. Stockholm: FIB:s lyrikklubb. 1971. Libris 10882
- Dagbok från en motståndsrörelse / [översättning från franskan av Britt Arenander]. Stockholm: Bonnier. 1972. Libris 7143324. ISBN 9100201073
- Ärkeängelns vägar. Del 1 / [översättning av Ingemar Rhedin]. Stockholm: Askelin & Hägglund. 1988. Libris 784047. ISBN 9176841456

## Bilder

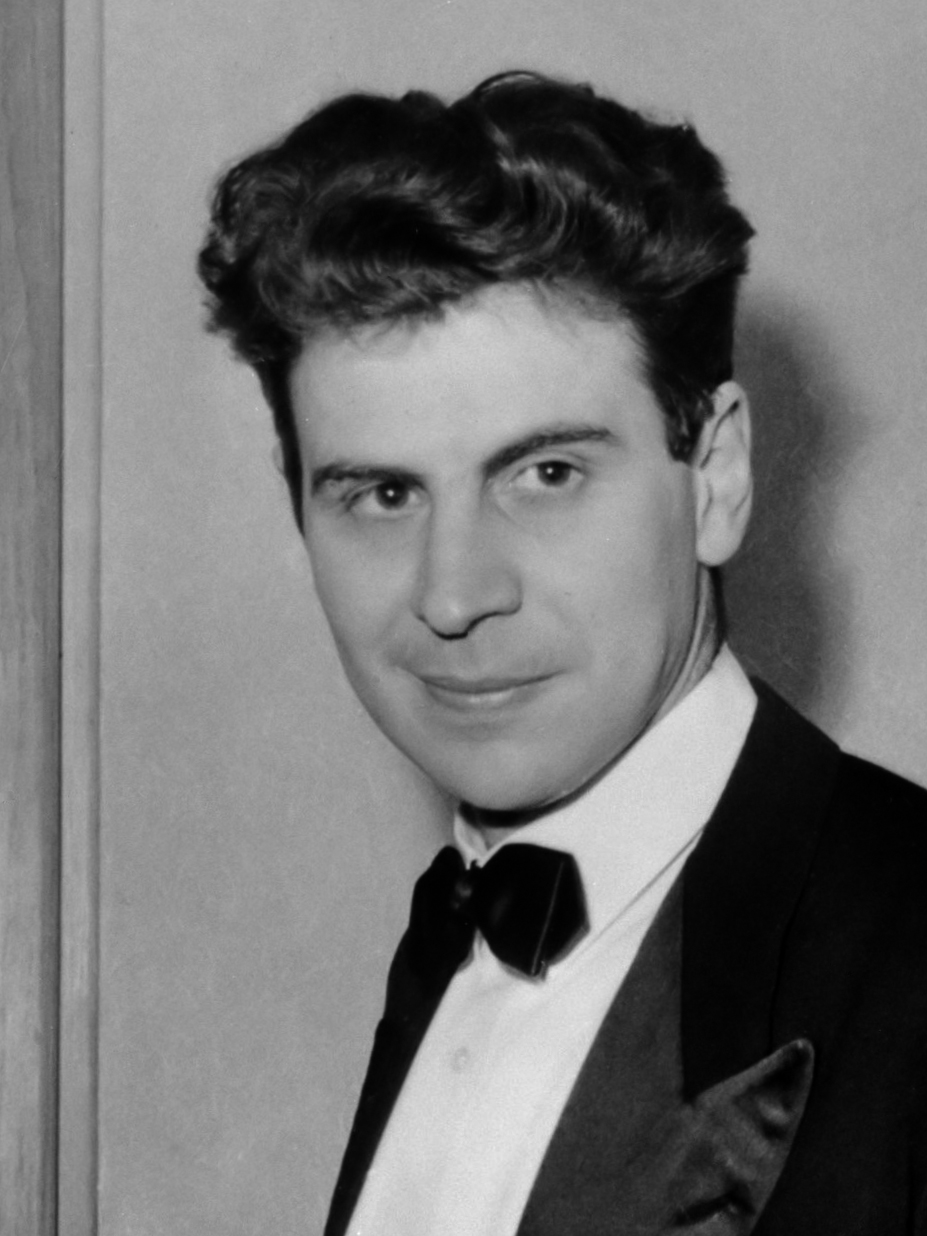
Theodorakis i Paris, 1967.
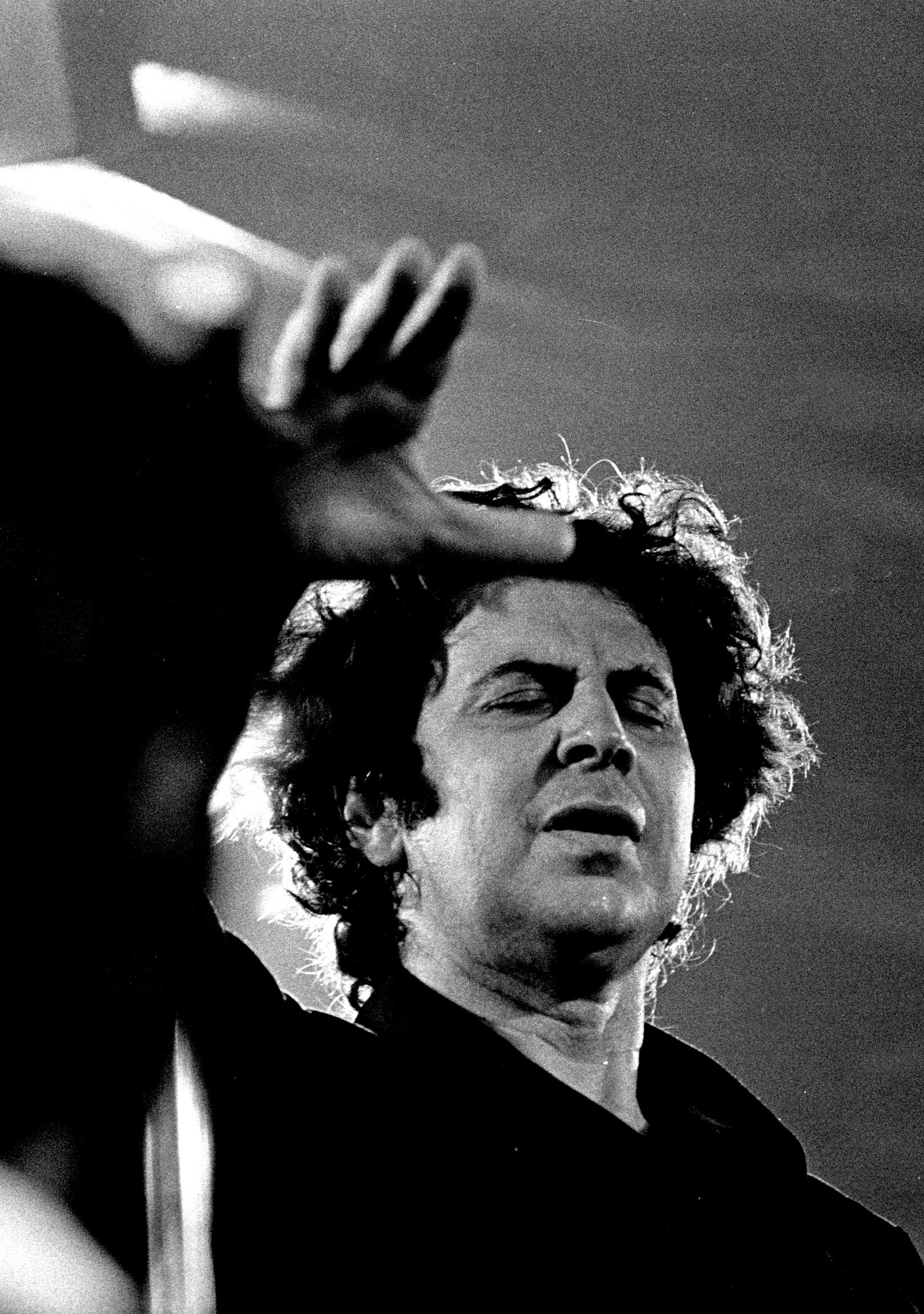
Porträtt från 1971.
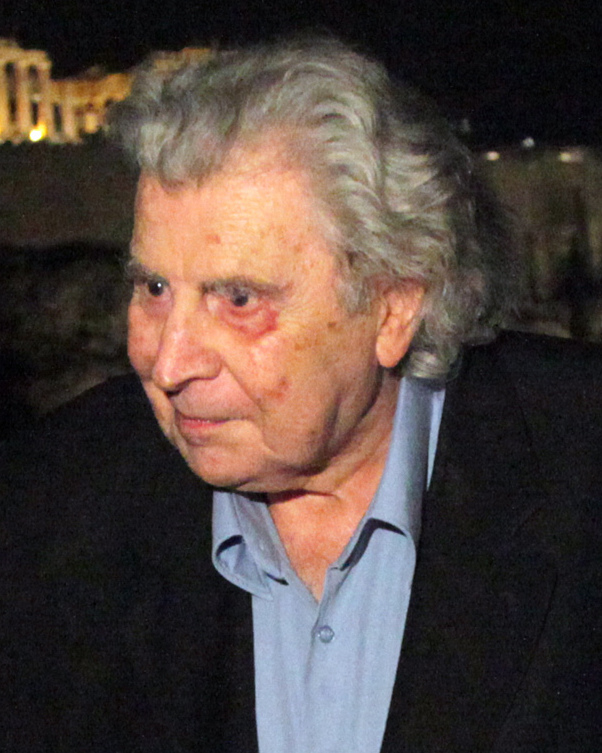
Porträtt från 2010.